# چاکلفیش
چاکلفیش (انگلیسی: Chucklefish) شرکت بازی ویدئویی بریتانیایی است، که در سال ۲۰۱۱ تأسیس شد.